# 喜羊羊与灰太狼之飞马奇遇记
《喜羊羊與灰太狼之飛馬奇遇記》（英語：Meet the Pegasus），是電視動畫《喜羊羊與灰太狼》的第六部電影版。

## 簡介
童話故事的白馬王子在小矮人幫助下最後與公主結婚，幸福地生活在一起。可是在天馬之城，飛馬王子因為被小矮馬搶親，意外掉落到了青青草原。
各位小羊羊們決定幫助飛馬王子重返天馬之城，而這時灰太狼也從後追上。他們一起經歷了七彩雨，闖過極光海，而且還在空中花園遇到飛馬王子的真愛。重登王座的飛馬王子，必須按照童話迎娶公主，但他卻心有所屬。最終飛馬王子在小羊們的鼓勵下追尋夢想。灰太狼趁機追捕小羊羊們卻意外撞破天空，星河氾濫，流星雨砸下，令到天馬城遇上大危機。飛馬王子與小羊們聯手挽救天馬之城，喜羊羊和飛馬王子被石头砸死差点命，已纸飞机救回，最后公主亲了飛馬王子后醒了，喜羊羊是假晕假死，並最終飛馬王子成功娶公主的難題，與真正所愛成婚；童話故事得到了圓滿結局。

## 演員列表

### 羊族
| 角色   | 暱稱／關係／職業 | 國語配音 | 粤語配音 |
| 喜羊羊 |                  | 祖麗晴   | 曾佩儀   |
| 美羊羊 |                  | 鄧玉婷   | 姜嘉蕾   |
| 懶羊羊 |                  | 梁穎     | 林芷筠   |
| 沸羊羊 |                  | 劉紅韻   | 曾秀清   |
| 慢羊羊 |                  | 高全勝   | 黃志明   |
| 暖羊羊 |                  | 鄧玉婷   | 程文意   |

### 狼族
| 角色   | 暱稱／關係／職業 | 國語配音 | 粤語配音 |
| 灰太狼 |                  | 張琳     | 羅偉傑   |
| 紅太狼 |                  | 趙娜     | 劉惠雲   |
| 小灰灰 |                  | 梁穎     | 吳敏熹   |
| 夜太狼 |                  | 祖丽晴   | 李震权   |

### 其他角色
| 角色     | 暱稱／關係／職業 | 國語配音 | 粤語配音 |
| 飛馬王子 | 天马城里的王子   | 鄭愷     | 簡懷甄   |
| 藍馬公主 | 天马城里的公主   | 白百何   | 劉惠雲   |
| 小矮馬   | 藍馬公主的哥哥   | 刘红韵   | 詹東海   |
| 左右大臣 |                  | 高全胜   | 陳旭明   |
| 小天马   |                  | 邓玉婷   | 陈灏     |

## 電影歌曲
| 曲別   | 歌曲名稱   | 作詞   | 作曲   | 演唱者 | 備註 |
| 片頭曲 | 和梦想飞翔 | 卢永强 | 韦启良 | 赖伟锋 |      |
| 片尾曲 | 拥有未来   | 卢永强 | 韦启良 | 崔子格 |      |
| 插曲   | 風中的相遇 | 李紫昕 | 李紫昕 | 李紫昕 |      |

## 作品的變遷
| 廣東原創動力文化傳播有限公司                | 廣東原創動力文化傳播有限公司            | 廣東原創動力文化傳播有限公司 |
| ------------------------------------------- | --------------------------------------- | ---------------------------- |
|                                             | 喜羊羊與灰太狼之飛馬奇遇記 (2014.01.16) |                              |
| 喜羊羊與灰太狼之喜氣羊羊過蛇年 (2013.01.24) | 喜羊羊與灰太狼之羊年喜羊羊 (2015.01.31) |                              |

## 外部連結
- 豆瓣电影上《喜羊羊与灰太狼之飞马奇遇记》的資料 （简体中文）
- 1905电影网上《喜羊羊与灰太狼之飞马奇遇记》的资料（简体中文）
- 时光网上《喜羊羊与灰太狼之飞马奇遇记》的資料（简体中文）
- 互联网电影数据库（IMDb）上《喜羊羊与灰太狼之飞马奇遇记》的资料（英文）
- Box Office Mojo上《喜羊羊与灰太狼之飞马奇遇记》的資料（英文）
- 《喜羊羊與灰太狼之飛馬奇遇記》